# Parisis
Parisis is een geslacht van neteldieren uit de klasse van de Anthozoa (bloemdieren).

## Soorten
- Parisis australis Wright & Studer, 1889
- Parisis fruticosa Verrill, 1864
- Parisis laxa Verrill, 1865
- Parisis minor Wright & Studer, 1889
- Parisis poindimia Grasshoff, 1999